# Gambling Wives

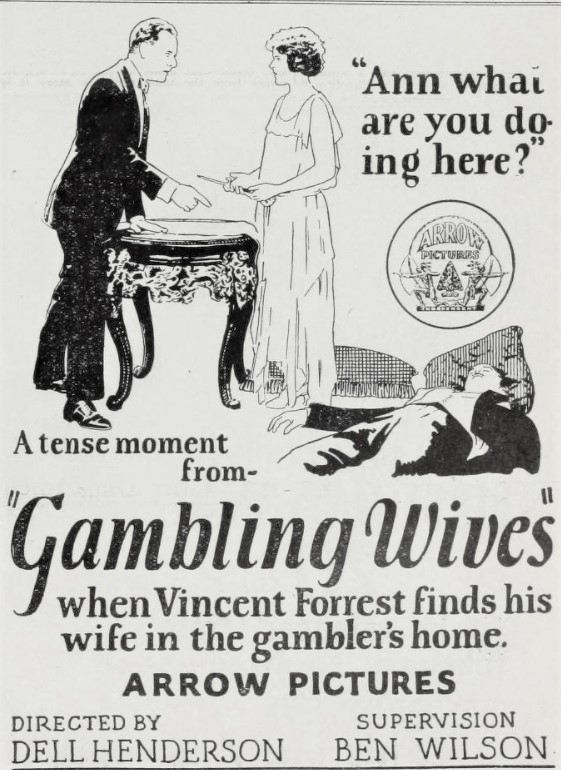
Annonce pour le film dans le magazine Film Daily.

Gambling Wives est un film américain réalisé par Dell Henderson, sorti en 1924.

## Synopsis
Vincent Forrest est un jeune employé de banque qui est attiré par le jeu. Il se rend dans une maison de jeu dirigée par Madame Zoe, entretenue par Van Merton. Sylvia Baldwin, une amie de sa femme Ann, lui raconte ce qui se passe et lui conseille de jouer son jeu pour le reconquérir. Comme le mari est épris de Madame Zoe, Sylvia s'arrange pour qu'Ann puisse s'intéresser à Merton. Des complications surviennent, et le mari se rend compte de ce qui se passe à temps pour sauver sa femme et rétablir le bonheur dans leur mariage.

## Fiche technique
- Réalisation : Dell Henderson[2]
- Scénario : Leota Morgan d'après une histoire d'Ashley T. Locke
- Producteur : Ben F. Wilson
- Photographie : Eddie Linden
- Production : Ben Wilson Productions
- Pays de production :  États-Unis
- Distributeur : Arrow Film Corporation
- Durée : 70 minutes
- Date de sortie : 10 février 1924

## Distribution
- Marjorie Daw : Ann Forrest
- Baby Dorothy Brock : Baby June
- Edward Earle : Vincent Forrest
- Lee Moran : un ami
- Betty Francisco : Sylvia Baldwin
- Joe Girard : Duke Baldwin
- Florence Lawrence : Polly Barker
- Ward Crane : Van Merton
- Hedda Hopper : Madame Zoe